# 대한민국 민법 제1032조
대한민국 민법 제1032조는 채권자에 대한 공고, 최고에 대한 민법총칙조문이다.

## 조문
제1032조(채권자에 대한 공고, 최고) ① 한정승인자는 한정승인을 한 날로부터 5일내에 일반상속채권자와 유증받은 자에 대하여 한정승인의 사실과 일정한 기간 내에 그 채권 또는 수증을 신고할 것을 공고하여야 한다. 그 기간은 2월 이상이어야 한다.
② 제88조제2항, 제3항과 제89조의 규정은 전항의 경우에 준용한다.

## 같이 보기
- 대한민국 민법
- 채권자